# Kunio Kitamura
Kunio Kitamura (jap. 北村 邦夫 Kitamura Kunio; ur. 4 sierpnia 1968) – japoński piłkarz występujący na pozycji pomocnika.

## Kariera klubowa
Jako piłkarz grał w klubie Gamba Osaka.